# ドーエーメディックス
株式会社ドーエーメディックスは、かつて大阪府に本社を置き、主として医療用医薬品卸売業を営んでいた会社。現在は「スズケン」である。

## 会社概要
- 本社所在地:大阪府大阪市中央区今橋2-6-23
  - 旧住所:大阪府大阪市中央区道修町3-4
- 代表者:中西正（代表取締役社長）
- 資本金:3500万円
- 営業所:大阪市・摂津市・松原市・交野市・茨木市・泉大津市・八尾市

## 沿革
- 1978年（昭和53年）4月 - 資本金350万円で「株式会社マルナカ薬品」設立。
- 1978年（昭和53年）11月 - 中西清次郎商店と合併。社名を「中西清薬品株式会社」に変更。
- 1989年（平成元年）4月 - 藤販株式会社と合併。社名を「株式会社ドーエーメディックス」に変更。
- 1996年（平成8年）10月 - 愛知県のスズケンと合併。

## 主要取引メーカー
- 塩野義製薬
- 藤沢薬品
- 大日本製薬
- ミドリ十字

## 備考
- 社名の由来は、「ドーエー」は道修町とともに栄え、また「メディックス」はメディシン（薬）に未知 (X) への挑戦をプラスしたものである。